# Love Sick
Love Sick ist ein Blues-Rocksong von Bob Dylan, der im Januar 1997 unter dem Produzenten Daniel Lanois für Columbia Records aufgenommen und auf Dylans 30. Studioalbum Time Out of Mind veröffentlicht wurde. Am 1. Juni 1998 erschien das Stück dann auch als Single.

## Entstehung
Der Titel entstand im Laufe der Sessions für das Album Time Out of Mind, dessen Eröffnungssong er schließlich werden sollte. Dylan hatte zuletzt 1990 auf Under the Red Sky eigene Songs veröffentlicht und nach der schlechten Rückmeldung auf dieses Werk zwei akustische Alben nur mit Gitarre und Mundharmonika aufgenommen (Good as I Been to You und World Gone Wrong).
Während der Arbeiten an Time Out of Mind fand Dylan zurück zum Americana-Stil, den er erstmals 1989 auf dem Album Oh Mercy ebenfalls unter dem Produzenten Lanois gespielt hatte. Time Out of Mind geriet mit Orgel, Echo und Verzerrungen jedoch um einiges düsterer.

## Der Text
Der Lyrik des Songs arbeitet mit starken Metaphern, die teils expressionistischer Natur sind. Das Lied beginnt bereits sehr beklemmend:
I'm walking through streets that are dead
Walking, walking with you in my head
My feet are so tired, my brain is so wired
And the clouds are weeping
Auch spätere Verse unterstreichen die düstere Stimmung:
I spoke like a child; you destroyed me with a smile
While I was sleeping
Love Sick handelt von einer liebeskranken Person, die sich durch das urbane Chaos zu wühlen versucht, jedoch von dieser Art Liebe völlig mitgenommen ist und den Alltag nicht mehr so recht bewältigen kann:
Sometimes the silence can be like thunder
Sometimes I wanna take to the road and plunder
Der Wunsch zu plündern gibt dem Verlangen Ausdruck, die ersehnte Liebe zu bekommen. In seiner Befangenheit und seinem Schmerz wünscht sich das lyrische Ich schließlich, die Person, an die es seine Liebe adressiert, niemals getroffen zu haben. Er weiß nicht mehr weiter, würde schlussendlich aber doch alles dafür geben, nur um bei ihr zu sein. Es gibt kein Vorankommen.

## Nachspiel
Dylan spielte Love Sick bei der Grammy-Verleihung 1998, wo Time Out of Mind drei Auszeichnungen erhielt, darunter auch den Hauptpreis als Album des Jahres. Einige Künstler wie The White Stripes haben den Song gecovert und das Lied wurde auch bei einem Werbespot von Victoria’s Secret verwendet, in dem u. a. Dylan selbst auftrat. Die Zeitschrift Mojo setzte Love Sick im September 2005 in ihrer Liste der größten Dylan Songs aller Zeiten auf Platz 12.